# ۹۳ میلیون مایل
«۹۳ میلیون مایل» (به انگلیسی: 93 Million Miles) آهنگی از خواننده و ترانه سرای آمریکایی، جیسون مراز است و یکی از آهنگ‌های آلبوم استودیویی Love is four letter word است.

## توضیحاتی درباره ترانه
در آهنگ از فاصله‌های "۹۳ میلیون مایل" و ۲۴۰" هزار مایل" نام برده شده که اولی مربوط به فاصله زمین از خورشید و دومی فاصله زمین از ماه است.

## مفهوم
مفهوم آهنگ، افکار مثبت خواننده است درباره اینکه مهم نیست کجا هستید و کجای این سیاره زندگی می‌کنید شما می‌توانید آنجا را خانه خود بنامید، من این آهنگ را خوانده‌ام تا بگویم خانه جایی است که قلب شما آنجاست و این بستگی به شما دارد که کجا...

## نوازندگان
- Acoustic Guitar – Jason Mraz, Mike Daly
- Bass – Justin Meldal Johnson
- Drums, Percussion – Matt Chamberlin
- Guitar – Tim Pierce
- Keyboards – Jeff Babko
- Vocals – Jason Mraz
- Written – Jason Mraz, Michael Natter, Mike Daly
- Produced - Joe Chiccarelli